# Nao Shikata
Nao Shikata (四方 菜穂 Shikata Nao?), född 5 november 1979, är en japansk tidigare fotbollsspelare.
Nao Shikata spelade 8 landskamper för det japanska landslaget. Hon deltog bland annat i Asiatiska mästerskapet i fotboll för damer 2001 och 2006.